# تابريت بيثيل
تابريت بيثيل هي ممثلة أسترالية ولدت في 13 مايو 1981.